# 三爪仑乡
三爪仑乡，是中华人民共和国江西省宜春市靖安县下辖的一个乡镇级行政单位。

## 行政区划
三爪仑乡下辖以下地区：
红星村、塘里村和三爪仑林场生活区。